# Brucato
Pour les articles homonymes, voir Brucato (homonymie).
Brucato est un village médiéval déserté, près de Termini Imerese, dans la province de Palerme, en Sicile. Les fouilles menées de 1972 à 1975 sur ce site, sous la responsabilité de Jean-Marie Pesez, ont fortement contribué à l'amélioration des connaissances sur l'habitat villageois des XIIIe et XIVe siècles en Europe du Sud.

## Localisation
Le site de Brucato, village perché, est situé à l'est de Termini Imerese sur le petit plateau du Castellaccio, en contrebas du Monte San Calogero (it) (1 326 m) ; il domine le débouché maritime du fleuve côtier Torto.

## Histoire
Le village médiéval de Brucato est apparu à l'époque de l'occupation musulmane de la Sicile, mais un fort dépendant d'Himère avait déjà été installé sur ce site au temps de la colonisation grecque. La période la plus florissante se situe sous les rois normands de Sicile ; le bourg décline ensuite et il est détruit dans les guerres entre les Angevins de Naples et l'Aragon, sans doute vers 1338.

## Fouilles
Les campagnes de fouilles du site de Brucato, dépendant de la surintendance aux Antiquités de Sicile occidentale, ont été réalisées de 1972 à 1975 ; elles ont été confiées à l'École française de Rome et à l'École pratique des hautes études, VIe section, avec le concours de l'Institut d'histoire médiévale de l'université de Palerme ; Jean-Marie Pesez en a assuré la direction. Elles se sont inscrites dans le cadre de la recherche sur les villages médiévaux abandonnés en Europe, dont Jean-Marie Pesez est un spécialiste, et ont visé à mettre en lumière non seulement la topographie du village et les caractéristiques des maisons, mais aussi les activités de la vie quotidienne dans cet habitat et notamment les activités culinaires et les habitudes alimentaires. Les fouilles ont livré un matériel très abondant.

## Description
Brucato est un village fortifié, adossé à un château. Les maisons sont en pierres d'origine locale, assemblées sans mortier mais à l'aide d'une terre argileuse. La toiture est réalisée en tuiles canal alternant une ligne concave et une ligne convexe. Le sol des pièces est fait de terre battue (ou du rocher sous-jacent).